# Jakob Heine
Jakob Heine (Lauterbach, 16 aprile 1800 – Cannstatt, 2 novembre 1879) è stato un medico tedesco, noto per i suoi studi relativi alla poliomielite, malattia che fu il primo a descrivere in un rapporto medico e che per primo riconobbe come entità nosologica. In onore suo e di Karl Oskar Medin essa è chiamata anche malattia di Heine-Medin.

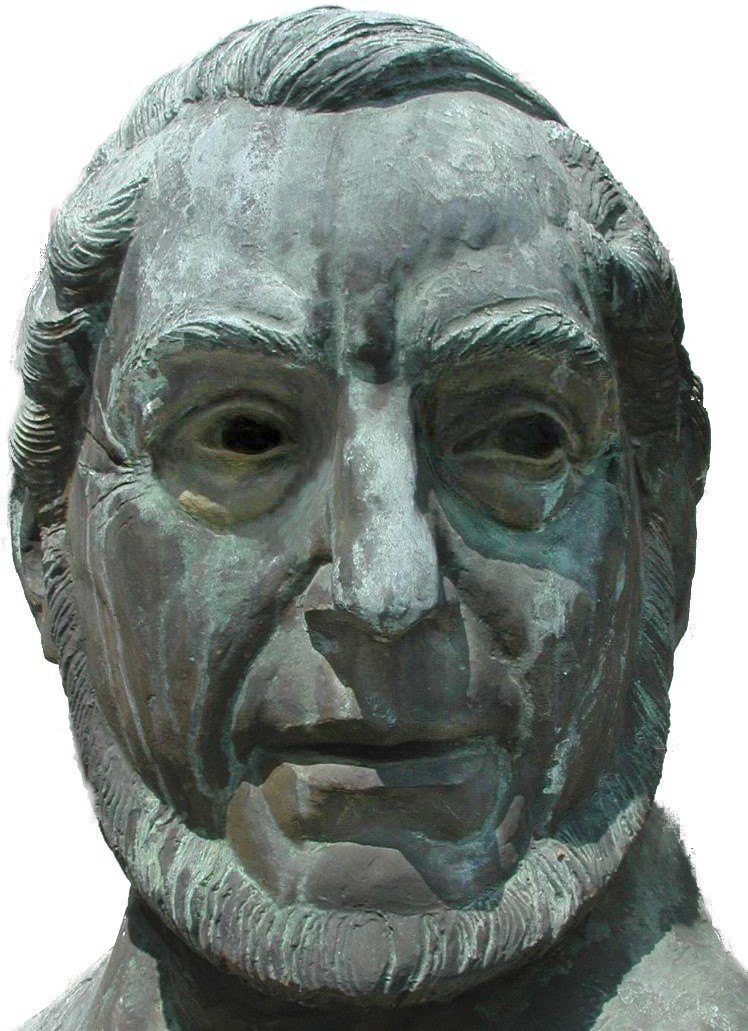
Busto bronzeo di Jakob Heine a Warm Springs

Heine studiò lingue classiche e teologia, prima di dedicarsi alla medicina, una decisione influenzata dallo zio, Johann Georg Heine, proprietario di un ospedale ortopedico a Würzburg. Dopo il dottorato, ottenuto nel 1827, aprì un ambulatorio ortopedico a Cannstatt, vicino a Stoccarda, e ne rimase il direttore fino al 1865, trattando pazienti provenienti da tutta Europa.
Heine si dedicò soprattutto allo studio della scoliosi, del piede torto congenito e della paralisi degli arti. Utilizzò, in terapia, anche lavaggi e ginnastica.
Dal suo matrimonio con Henriette Ludovike Camerer (1807–1884), sposata nel 1831, nacque Carl Wilhelm Heine (1838–1877), ritenuto uno dei più noti chirurghi del XIX secolo.
Il suo busto bronzeo è presente a Warm Springs (Georgia) nella Polio Hall of Fame, tra le personalità più importanti legate alla poliomielite, tra cui il presidente degli Stati Uniti Franklin D. Roosevelt.